# Amamibalcis yessonensis
Amamibalcis yessonensis is een slakkensoort uit de familie van de Eulimidae. De wetenschappelijke naam van de soort is voor het eerst geldig gepubliceerd in 1993 door Rybakov & Yakovlev.